# 高新路站
高新路站是贵阳轨道交通3号线的地铁车站，位于中华人民共和国贵州省贵阳市乌当区高新路与新添大道交叉口，于2023年12月16日开通。

## 车站结构
高新路站沿高新路東西向设置，为地下二层岛式站台车站，地下一层为站厅层，地下二层为站台层。
| 地面              | 出入口 | A1、A2、B、C1、C2出入口                                                                                             |
| 地下一层          | 站厅   | 客服中心、自动售票机、验票机                                                                                        |
| 地下二层          | 站台   | \| \| \| █ 3号线往洛湾（师范学院） \| \| 島式 · 開左邊车门 \| \| \| \| \| \| █ 3号线往桐木岭（省委党校）（新添） \| |
|                   |        | █ 3号线往洛湾（师范学院）                                                                                           |
| 島式 · 開左邊车门 |        | |
|                   |        | █ 3号线往桐木岭（省委党校）（新添）                                                                                 |

## 车站出口
高新路站共设5个出口，各出口及周围设施如下所示：
| 编号                    | 出入口信息 | 照片 | 无障碍设施 |
| ----------------------- | ---------- | ---- | ---------- |
| A · 1 · 出口 · （设有） |            |      |            |
| A · 2 · 出口 · （设有） |            |      |            |
| B · 出口                |            |      | 不適用     |
| C · 1 · 出口 · （设有） |            |      |            |
| C · 2 · 出口            |            |      | 不適用     |
| 图例： 设有             |            |      |            |

## 车站历史
本站建设时期工程名为高新路口站，开通前正式命名為高新路站。
- 2023年12月16日，车站随3号线一期工程通车开通[2]。